# Radical 208
Le radical 208, qui signifie le rat ou la souris, est un des 4 des 214 radicaux chinois répertoriés dans le dictionnaire de Kangxi composés de treize traits.
Le caractère Unicode de 鼠 est 9F20.

## Caractères avec le radical 208
| nombre de traits          | caractères              |
| ------------------------- | ----------------------- |
| Sans trait supplémentaire | 鼠 鼡                   |
| 4 traits supplémentaires  | 鼢 鼣 鼤                |
| 5 traits supplémentaires  | 鼥 鼦 鼧 鼨 鼩 鼪 鼫 鼬 |
| 6 traits supplémentaires  | 鼭                      |
| 7 traits supplémentaires  | 鼮 鼯 鼰                |
| 8 traits supplémentaires  | 鼱                      |
| 9 traits supplémentaires  | 鼲 鼳 鼴 鼵             |
| 10 traits supplémentaires | 鼶 鼷 鼸 鼹             |
| 15 traits supplémentaires | 鼺                      |